# Wardy Hill
Wardy Hill – osada w Anglii, w hrabstwie Cambridgeshire, w dystrykcie East Cambridgeshire. Leży 24 km na północ od miasta Cambridge i 103 km na północ od Londynu.